# Carolahonigfresser
Der Carolahonigfresser  (Melipotes carolae) ist eine kaum erforschte Vogelart aus der Familie der Honigfresser (Meliphagidae). Das Artepitheton ehrt Carol Beehler, Ehefrau des Ornithologen Bruce Beehler, der das Taxon im November 2005 im Fojagebirge in der Provinz Papua auf Westneuguinea entdeckt und 2007 die wissenschaftliche Erstbeschreibung verfasst hatte.

## Merkmale
Der Carolahonigfresser wurde anhand von fünf Exemplaren beschrieben: Ein Männchen, ein Weibchen und drei Exemplare, bei denen keine Geschlechtsangabe vorliegt. Die Vögel haben eine durchschnittliche Körpergröße von 22 Zentimetern. Der Holotypus – ein Männchen – hat ein Gewicht von 52,5 Gramm. Das Gewicht des Weibchens wird mit 54 Gramm angegeben und das Gewicht der drei Exemplare ohne Geschlechtsangabe mit 59 bis 65 Gramm. Aus der Entfernung hat das Gefieder eine allgemein schieferschwarze Erscheinung. Stirn, Scheitel und Hinterkopf sind dunkel pechschwarz. Der Mantel und die Oberseite sind pechschwarz bis schwarzgrau. Kinn und Oberkehle sind schwarzgrau bis dunkelgrau. Die Unterseite ist dunkel bleigrau mit hellgrau umrandeten Konturfedern an der Brust. Die Schulterfedern und Handschwingen sind hell stumpf braun. Die Unterschwanzdecken sind dunkel rauchgrau. Um das Auge herum ist ein großer Bereich aus nackter, hell rot-oranger Gesichtshaut. Der hintere Rand der Schnabelbasis ist durch einen großen, lose hängenden, fleischigen rot-orangen Kehllappen gekennzeichnet. Die Iris ist dunkelbraun. Die Beine und der kurze Schnabel sind schwarz.

## Lebensraum
Der Carolahonigfresser wurde in Höhenlagen oberhalb 1.150 Meter im Fojagebirge nachgewiesen. Das Expeditionsteam beschrieb ihn als häufig im Waldinneren und am Waldrand. Die beobachteten Vögel hielten sich in den mittleren und höheren Bereichen der Vegetation auf, insbesondere an Pflanzen, die kleine Früchte trugen. Die Terra typica ist ein Torfmoor mit einem Durchmesser von ungefähr 500 Metern. Das Moor ist von einem moosbedeckten Wald umgeben, der von Nacktsamern wie Dacrydium sowie von Bedecktsamern wie Scheinbuchen und Lithocarpus dominiert ist.

## Lebensweise
Über seine Lebensweise ist fast nichts bekannt. Er ernährt sich hauptsächlich von Früchten.

## Gefährdung und Schutz
Das Fojagebirge umfasst eine Region von über 3000 km² und ist weitgehend durch unberührte Wälder charakterisiert. Innerhalb dieses Bereiches scheint der Carolahonigfresser noch weit verbreitet zu sein.

## Entdeckung
Im November und Dezember 2005 unternahmen Dr. Bruce Beehler und sein Team eine von Conservation International organisierte Expedition in die wenig erforschte Region des Fojagebirges. Mit dem Nachweis des Carolahonigfressers gelang die erste Entdeckung eines neuen Vogeltaxons auf Neuguinea seit 1939.  Bei 15 Gelegenheiten konnten fünf Exemplare dieser Art in einem Torfmoor beobachtet werden. Im Juni 2007 reiste Bruce Beehler mit einer Filmcrew erneut ins Fojagebirge, wobei es erstmals gelang den Carolahonigfresser zu filmen.